# Dillon (Colorado)
Dillon is een plaats (town) in de Amerikaanse staat Colorado, en valt bestuurlijk gezien onder Summit County.

## Demografie
Bij de volkstelling in 2000 werd het aantal inwoners vastgesteld op 802.
In 2006 is het aantal inwoners door het United States Census Bureau geschat op 780, een daling van 22 (-2.7%).

## Geografie
Volgens het United States Census Bureau beslaat de plaats een oppervlakte van
6,2 km², waarvan 4,0 km² land en 2,2 km² water. Dillon ligt op ongeveer 2754 m boven zeeniveau.

## Plaatsen in de nabije omgeving
De onderstaande figuur toont nabijgelegen plaatsen in een straal van 24 km rond Dillon.